# Tour des Flandres féminin 2022
La 19e édition du Tour des Flandres féminin a lieu le 3 avril 2022. C'est la sixième épreuve de l'UCI World Tour féminin 2022. Elle est remportée par la Belge Lotte Kopecky.

## Présentation

### Équipes
| UCI Women's WorldTeams (14)- Canyon-SRAM Racing - EF Education-TIBCO-SVB - FDJ Nouvelle Aquitaine Futuroscope - Human Powered Health - Liv Racing Xstra - Movistar Team - Roland Cogeas-Edelweiss Squad - Team BikeExchange-Jayco - Team DSM - Team Jumbo-Visma - SD Worx - Trek-Segafredo - UAE Team ADQ - Uno-X Pro Cycling Team Équipes féminines continentales (10)- Bingoal-Chevalmeire-Van Eyck Sport - Ceratizit-WNT Pro Cycling - Le col-Wahoo - Lotto Soudal Ladies - Massi Tactic - Multum Accountants - AG Insurance NXTG - Parkhotel Valkenburg - Plantur-Pura - Valcar-Travel & Service |
| |

### Parcours
Le Koppenberg est ajouté au parcours.
Onze côtes sont répertoriées :
| Mont | Nom               | Km    | Revêtement | Longueur (m) | Pente moyenne | Pente maxi | Km de l'arrivée |
| ---- | ----------------- | ----- | ---------- | ------------ | ------------- | ---------- | --------------- |
| 1    | Wolvenberg        | 69,0  | asphalte   | 645          | 7,9 %         | 17,3 %     | 89,6            |
| 2    | Molenberg         | 81,5  | pavés      | 463          | 7 %           | 14,2 %     | 77,1            |
| 3    | Marlboroughstraat | 85,5  | asphalte   | 463          | 3 %           | 7 %        | 73,1            |
| 4    | Berendries        | 89,5  | asphalte   | 940          | 7 %           | 12,3 %     | 69,1            |
| 5    | Valkenberg        | 94,8  | asphalte   | 540          | 8,1 %         | 12,8 %     | 63,8            |
| 6    | Koppenberg        | 114,0 | pavés      | 600          | 11,6 %        | 22 %       | 44,6            |
| 7    | Steenbeekdries    | 119,3 | pavés      | 1 100        | 3,1 %         | 7,6 %      | 39,3            |
| 8    | Taaienberg        | 121,8 | pavés      | 530          | 6,6 %         | 15,8 %     | 36,8            |
| 9    | Kruisberg         | 132,1 | asphalte   | 2 500        | 5 %           | 9 %        | 26,5            |
| 10   | Vieux Quaremont   | 141,9 | pavés      | 2 200        | 4 %           | 11,6 %     | 16,7            |
| 11   | Paterberg         | 145,3 | pavés      | 360          | 12,9 %        | 20,3 %     | 13,3            |

En plus des traditionnels monts, il y a six secteurs pavés :
| Secteur | Nom              | Km    | Longueur (m) | Km de l'arrivée |
| ------- | ---------------- | ----- | ------------ | --------------- |
| 1       | Lippenhovestraat | 45,5  | 1 300        | 113,1           |
| 2       | Paddestraat      | 47,0  | 1 500        | 111,6           |
| 3       | Kerkgate         | 72,6  | 1 400        | 86,0            |
| 4       | Jagerij          | 75,3  | 800          | 83,3            |
| 5       | Mariaborrestraat | 118,0 | 400          | 40,6            |
| 6       | Stationberg      | 119,4 | 700          | 39,2            |

### Favorites
La vainqueur sortante, Annemiek van Vleuten est de nouveau favorite, même si son début de saison est plutôt discret. L'équipe Trek-Segafredo est au départ avec Elisa Balsamo qui vient de remporter les trois dernières manches de l'UCI World Tour. Elle peut compter sur Ellen van Dijk et Elisa Longo Borghini, deux anciennes vainqueurs de la course. La formation SD Worx est  l'autre collectif à surveiller avec la Belge Lotte Kopecky qui fait de cette course un objectif. Elle est assistée de Demi Vollering, Chantal van den Broek-Blaak et Marlen Reusser. Marianne Vos, Cecilie Uttrup Ludwig et Grace Brown sont également candidates à la victoire.

## Récit de la course
La première échappée est formée de : Clara Honsinger, Sofie van Rooijen, Olivia Baril et Maria Martins. Elle obtient un avantage de près de quatre minutes. Dans la Kerkgate, van Rooijen et Martins sont distancées. Par la suite, Camilla Alessio, Marit Raaijmakers et Maike van der Duin reviennent sur l'avant. L'avance remonte alors à deux minutes. Dans le Koppenberg, Annemiek van Vleuten place une accélération. Dans le Taaienberg, à trente-six kilomètres de l'arrivée, Van der Duin part seule à l'avant. Trois kilomètres plus loin, un groupe de poursuite se forme avec Arlenis Sierra, Sofia Bertizzolo,  Christine Majerus, Anna Henderson, Maria Giulia Confalonieri, Brodie Chapman et Katarzyna Niewiadoma. Par la suite, Raaijmakers, Van der Duin, Baril et Alessio reviennent sur ce groupe. Dans le Kruisberg, Van Vleuten tente de nouveau. Elle est suivie par Lotte Kopecky et Grace Brown. Marlen Reusser rentre ensuite. Elle sort seule et rentre sur la tête de course. Dans le vieux Quaremont, Reusser mène le groupe. Seule Chapman parvient à la suivre. Niewiadoma et Sierra sont plus loin. Derrière, Van Vleuten ressort avec Kopecky, Chantal Van den Broek-Blaak et Anna Henderson. Ces différents groupes fusionnent avec le Paterberg. Dans celui-ci, Reusser force le rythme, mais est dépassée par Van Vleuten et Kopecky. Van den Broek-Blaak, Niewiadoma et Chapman reviennent ensuite. Reusser attaque immédiatement, mais Van Vleuten est attentive. Van den Broek-Blaak contre, Van Vleuten doit de nouveau réagir. Elle est accompagnée de Kopecky. Van den Broek-Blaak donne le rythme à ce trio jusqu'à l'arrivée. Lotte Kopecky s'impose facilement au sprint devant Van Vleuten. Arlenis Sierra prend la quatrième place.

## Classements

### Classement final
| \| Classement général \| Classement général \| Classement général \| Classement général \| Classement général \| \| Coureuse \| Coureuse \| Pays \| Équipe \| Temps \| \| ------------------ \| --------------------------- \| ------------------ \| ---------------------------------- \| ------------------ \| \| 1re \| Lotte Kopecky \| Belgique \| SD Worx \| 4 h 11 min 21 s \| \| 2e \| Annemiek van Vleuten \| Pays-Bas \| Movistar Team \| + 0 s \| \| 3e \| Chantal van den Broek-Blaak \| Pays-Bas \| SD Worx \| + 2 s \| \| 4e \| Arlenis Sierra \| Cuba \| Movistar Team \| + 40 s \| \| 5e \| Marlen Reusser \| Suisse \| SD Worx \| + 40 s \| \| 6e \| Cecilie Uttrup Ludwig \| Danemark \| FDJ-Nouvelle Aquitaine-Futuroscope \| + 40 s \| \| 7e \| Grace Brown \| Australie \| FDJ-Nouvelle Aquitaine-Futuroscope \| + 40 s \| \| 8e \| Katarzyna Niewiadoma \| Pologne \| Canyon-SRAM Racing \| + 40 s \| \| 9e \| Brodie Chapman \| Australie \| FDJ-Nouvelle Aquitaine-Futuroscope \| + 42 s \| \| 10e \| Marta Bastianelli \| Italie \| UAE Team ADQ \| + 1 min 10 s \| |                             |           |                                    |                 |
| |                             |           |                                    |                 |
| Source : ProCyclingStats |                             |           |                                    |                 |
| Classement général |                             |           |                                    |                 |
| Coureuse | Coureuse                    | Pays      | Équipe                             | Temps           |
| 1re | Lotte Kopecky               | Belgique  | SD Worx                            | 4 h 11 min 21 s |
| 2e | Annemiek van Vleuten        | Pays-Bas  | Movistar Team                      | + 0 s           |
| 3e | Chantal van den Broek-Blaak | Pays-Bas  | SD Worx                            | + 2 s           |
| 4e | Arlenis Sierra              | Cuba      | Movistar Team                      | + 40 s          |
| 5e | Marlen Reusser              | Suisse    | SD Worx                            | + 40 s          |
| 6e | Cecilie Uttrup Ludwig       | Danemark  | FDJ-Nouvelle Aquitaine-Futuroscope | + 40 s          |
| 7e | Grace Brown                 | Australie | FDJ-Nouvelle Aquitaine-Futuroscope | + 40 s          |
| 8e | Katarzyna Niewiadoma        | Pologne   | Canyon-SRAM Racing                 | + 40 s          |
| 9e | Brodie Chapman              | Australie | FDJ-Nouvelle Aquitaine-Futuroscope | + 42 s          |
| 10e | Marta Bastianelli           | Italie    | UAE Team ADQ                       | + 1 min 10 s    |

### UCI World Tour

#### Points attribués
| Position           | 1er | 2e  | 3e  | 4e  | 5e  | 6e  | 7e  | 8e  | 9e | 10e | 11e | 12e | 13e | 14e | 15e | 16e à 20e | 21e à 30e | 31e à 40e |
| Classement général | 400 | 320 | 260 | 220 | 180 | 140 | 120 | 100 | 80 | 68  | 56  | 48  | 40  | 32  | 28  | 24        | 16        | 8         |

| Classement par points | Classement par points       | Classement par points | Classement par points              | Classement par points |
| Coureuse              | Coureuse                    | Pays                  | Équipe                             | Points                |
| --------------------- | --------------------------- | --------------------- | ---------------------------------- | --------------------- |
| 1re                   | Elisa Balsamo               | Italie                | Trek-Segafredo                     | 1536 pts              |
| 2e                    | Lotte Kopecky               | Belgique              | SD Worx                            | 1360 pts              |
| 3e                    | Lorena Wiebes               | Pays-Bas              | Team DSM                           | 720 pts               |
| 4e                    | Marta Bastianelli           | Italie                | UAE Team ADQ                       | 664 pts               |
| 5e                    | Annemiek van Vleuten        | Pays-Bas              | Movistar Team                      | 640 pts               |
| 6e                    | Chantal van den Broek-Blaak | Pays-Bas              | SD Worx                            | 504 pts               |
| 7e                    | Marianne Vos                | Pays-Bas              | Team Jumbo-Visma                   | 464 pts               |
| 8e                    | Cecilie Uttrup Ludwig       | Danemark              | FDJ-Nouvelle Aquitaine-Futuroscope | 400 pts               |
| 9e                    | Sofia Bertizzolo            | Italie                | UAE Team ADQ                       | 376 pts               |
| 10e                   | Silvia Persico              | Italie                | Valcar-Travel & Service            | 368 pts               |

| Classement par points | Classement par points       | Classement par points | Classement par points              | Classement par points |
| Coureuse              | Coureuse                    | Pays                  | Équipe                             | Points                |
| --------------------- | --------------------------- | --------------------- | ---------------------------------- | --------------------- |
| 1re                   | Elisa Balsamo               | Italie                | Trek-Segafredo                     | 1536 pts              |
| 2e                    | Lotte Kopecky               | Belgique              | SD Worx                            | 1360 pts              |
| 3e                    | Lorena Wiebes               | Pays-Bas              | Team DSM                           | 720 pts               |
| 4e                    | Marta Bastianelli           | Italie                | UAE Team ADQ                       | 664 pts               |
| 5e                    | Annemiek van Vleuten        | Pays-Bas              | Movistar Team                      | 640 pts               |
| 6e                    | Chantal van den Broek-Blaak | Pays-Bas              | SD Worx                            | 504 pts               |
| 7e                    | Marianne Vos                | Pays-Bas              | Team Jumbo-Visma                   | 464 pts               |
| 8e                    | Cecilie Uttrup Ludwig       | Danemark              | FDJ-Nouvelle Aquitaine-Futuroscope | 400 pts               |
| 9e                    | Sofia Bertizzolo            | Italie                | UAE Team ADQ                       | 376 pts               |
| 10e                   | Silvia Persico              | Italie                | Valcar-Travel & Service            | 368 pts               |

| Classement du meilleur jeune | Classement du meilleur jeune | Classement du meilleur jeune | Classement du meilleur jeune | Classement du meilleur jeune |
| Coureuse                     | Coureuse                     | Pays                         | Équipe                       | Points                       |
| ---------------------------- | ---------------------------- | ---------------------------- | ---------------------------- | ---------------------------- |
| 1re                          | Pfeiffer Georgi              | Royaume-Uni                  | Team DSM                     | 14 pts                       |
| 2e                           | Shirin van Anrooij           | Pays-Bas                     | Trek-Segafredo               | 12 pts                       |
| 3e                           | Julia Borgström              | Suède                        | AG Insurance NXTG            | 8 pts                        |
| 4e                           | Mischa Bredewold             | Pays-Bas                     | Parkhotel Valkenburg         | 6 pts                        |
| 5e                           | Lonneke Uneken               | Pays-Bas                     | SD Worx                      | 6 pts                        |
| 6e                           | Niamh Fisher-Black           | Nouvelle-Zélande             | SD Worx                      | 6 pts                        |
| 7e                           | Femke Gerritse               | Pays-Bas                     | Parkhotel Valkenburg         | 6 pts                        |
| 8e                           | Maike van der Duin           | Pays-Bas                     | Le Col-Wahoo                 | 4 pts                        |
| 9e                           | Julie De Wilde               | Belgique                     | Plantur-Pura                 | 4 pts                        |
| 10e                          | Silke Smulders               | Pays-Bas                     | Liv Racing Xstra             | 2 pts                        |

| Classement du meilleur jeune | Classement du meilleur jeune | Classement du meilleur jeune | Classement du meilleur jeune | Classement du meilleur jeune |
| Coureuse                     | Coureuse                     | Pays                         | Équipe                       | Points                       |
| ---------------------------- | ---------------------------- | ---------------------------- | ---------------------------- | ---------------------------- |
| 1re                          | Pfeiffer Georgi              | Royaume-Uni                  | Team DSM                     | 14 pts                       |
| 2e                           | Shirin van Anrooij           | Pays-Bas                     | Trek-Segafredo               | 12 pts                       |
| 3e                           | Julia Borgström              | Suède                        | AG Insurance NXTG            | 8 pts                        |
| 4e                           | Mischa Bredewold             | Pays-Bas                     | Parkhotel Valkenburg         | 6 pts                        |
| 5e                           | Lonneke Uneken               | Pays-Bas                     | SD Worx                      | 6 pts                        |
| 6e                           | Niamh Fisher-Black           | Nouvelle-Zélande             | SD Worx                      | 6 pts                        |
| 7e                           | Femke Gerritse               | Pays-Bas                     | Parkhotel Valkenburg         | 6 pts                        |
| 8e                           | Maike van der Duin           | Pays-Bas                     | Le Col-Wahoo                 | 4 pts                        |
| 9e                           | Julie De Wilde               | Belgique                     | Plantur-Pura                 | 4 pts                        |
| 10e                          | Silke Smulders               | Pays-Bas                     | Liv Racing Xstra             | 2 pts                        |

| Classement par équipes aux points | Classement par équipes aux points  | Classement par équipes aux points | Classement par équipes aux points |
| Équipe                            | Équipe                             | Pays                              | Points                            |
| --------------------------------- | ---------------------------------- | --------------------------------- | --------------------------------- |
| 1re                               | SD Worx                            | Pays-Bas                          | 3048 pts                          |
| 2e                                | Trek-Segafredo                     | États-Unis                        | 1964 pts                          |
| 3e                                | Canyon-SRAM Racing                 | Allemagne                         | 1396 pts                          |
| 4e                                | Movistar Team                      | Espagne                           | 1336 pts                          |
| 5e                                | UAE Team ADQ                       | Émirats arabes unis               | 1208 pts                          |
| 6e                                | FDJ Nouvelle Aquitaine Futuroscope | France                            | 1140 pts                          |
| 7e                                | Team DSM                           | Pays-Bas                          | 1056 pts                          |
| 8e                                | Team Jumbo-Visma                   | Pays-Bas                          | 844 pts                           |
| 9e                                | Valcar-Travel & Service            | Italie                            | 696 pts                           |
| 10e                               | Ceratizit-WNT Pro Cycling          | Allemagne                         | 372 pts                           |

| Classement par équipes aux points | Classement par équipes aux points  | Classement par équipes aux points | Classement par équipes aux points |
| Équipe                            | Équipe                             | Pays                              | Points                            |
| --------------------------------- | ---------------------------------- | --------------------------------- | --------------------------------- |
| 1re                               | SD Worx                            | Pays-Bas                          | 3048 pts                          |
| 2e                                | Trek-Segafredo                     | États-Unis                        | 1964 pts                          |
| 3e                                | Canyon-SRAM Racing                 | Allemagne                         | 1396 pts                          |
| 4e                                | Movistar Team                      | Espagne                           | 1336 pts                          |
| 5e                                | UAE Team ADQ                       | Émirats arabes unis               | 1208 pts                          |
| 6e                                | FDJ Nouvelle Aquitaine Futuroscope | France                            | 1140 pts                          |
| 7e                                | Team DSM                           | Pays-Bas                          | 1056 pts                          |
| 8e                                | Team Jumbo-Visma                   | Pays-Bas                          | 844 pts                           |
| 9e                                | Valcar-Travel & Service            | Italie                            | 696 pts                           |
| 10e                               | Ceratizit-WNT Pro Cycling          | Allemagne                         | 372 pts                           |

## Liste des participantes
| Légende | Légende                                                                    | Légende | Légende                                                    |
| ------- | -------------------------------------------------------------------------- | ------- | ---------------------------------------------------------- |
| Num     | Dossard de départ porté par le coureur sur ce Tour des Flandres            | Pos     | Position à l'arrivée de la course                          |
|         | Indique un maillot de champion national ou mondial, suivi de sa spécialité | NP      | Indique un coureur qui n'a pas pris le départ de la course |
| AB      | Indique un coureur qui n'a pas terminé la course                           | HD      | Indique un coureur qui a terminé la course hors des délais |

| Movistar Team MOV | Movistar Team MOV          | Movistar Team MOV |
| ----------------- | -------------------------- | ----------------- |
| Num               | Coureuse                   | Pos               |
| 1                 | Annemiek van Vleuten (NED) | 2e                |
| 2                 | Aude Biannic (FRA)         | 30e               |
| 3                 | Emma Norsgaard (DEN)       | 13e               |
| 4                 | Alicia González (ESP)      | 99e               |
| 5                 | Barbara Guarischi (ITA)    | 100e              |
| 6                 | Arlenis Sierra (CUB)       | 4e                |

| Trek-Segafredo TFS | Trek-Segafredo TFS                 | Trek-Segafredo TFS |
| ------------------ | ---------------------------------- | ------------------ |
| Num                | Coureuse                           | Pos                |
| 11                 | Elisa Balsamo (ITA) (route)        | 28e                |
| 12                 | Lucinda Brand (NED)                | 50e                |
| 13                 | Lauretta Hanson (AUS)              | AB                 |
| 14                 | Elisa Longo Borghini (ITA) (route) | 33e                |
| 15                 | Leah Thomas (USA)                  | AB                 |
| 16                 | Ellen van Dijk (NED) (route)       | 31e                |

| SD Worx SDW | SD Worx SDW                       | SD Worx SDW |
| ----------- | --------------------------------- | ----------- |
| Num         | Coureuse                          | Pos         |
| 21          | Lotte Kopecky (BEL) (route)       | 1re         |
| 22          | Elena Cecchini (ITA)              | 49e         |
| 23          | Christine Majerus (LUX) (route)   | 15e         |
| 24          | Marlen Reusser (SUI) (route)      | 5e          |
| 25          | Chantal van den Broek-Blaak (NED) | 3e          |
| 26          | Demi Vollering (NED)              | 17e         |

| Team Jumbo-Visma TJV | Team Jumbo-Visma TJV   | Team Jumbo-Visma TJV |
| -------------------- | ---------------------- | -------------------- |
| Num                  | Coureuse               | Pos                  |
| 31                   | Marianne Vos (NED)     | 20e                  |
| 32                   | Anna Henderson (GBR)   | 29e                  |
| 33                   | Romy Kasper (GER)      | 65e                  |
| 34                   | Riejanne Markus (NED)  | 70e                  |
| 35                   | Coryn Labecki (USA)    | 73e                  |
| 36                   | Karlijn Swinkels (NED) | 104e                 |

| Canyon-SRAM Racing CSR | Canyon-SRAM Racing CSR     | Canyon-SRAM Racing CSR |
| ---------------------- | -------------------------- | ---------------------- |
| Num                    | Coureuse                   | Pos                    |
| 41                     | Katarzyna Niewiadoma (POL) | 8e                     |
| 42                     | Alena Amialiusik (BLR)     | 67e                    |
| 43                     | Elise Chabbey (SUI)        | 22e                    |
| 44                     | Tiffany Cromwell (AUS)     | 56e                    |
| 45                     | Sarah Roy (AUS)            | 12e                    |
| 46                     | Soraya Paladin (ITA)       | 32e                    |

| EF Education-TIBCO-SVB TIB | EF Education-TIBCO-SVB TIB | EF Education-TIBCO-SVB TIB |
| -------------------------- | -------------------------- | -------------------------- |
| Num                        | Coureuse                   | Pos                        |
| 51                         | Veronica Ewers (USA)       | 44e                        |
| 52                         | Letizia Borghesi (ITA)     | 64e                        |
| 53                         | Emma Langley (USA)         | 102e                       |
| 54                         | Clara Honsinger (USA)      | 84e                        |
| 55                         | Sara Poidevin (CAN)        | 66e                        |
| 56                         | Tanja Erath (GER)          | AB                         |

| FDJ-Nouvelle Aquitaine-Futuroscope FSF | FDJ-Nouvelle Aquitaine-Futuroscope FSF | FDJ-Nouvelle Aquitaine-Futuroscope FSF |
| -------------------------------------- | -------------------------------------- | -------------------------------------- |
| Num                                    | Coureuse                               | Pos                                    |
| 61                                     | Grace Brown (AUS)                      | 7e                                     |
| 62                                     | Cecilie Uttrup Ludwig (DEN)            | 6e                                     |
| 63                                     | Marta Cavalli (ITA)                    | 27e                                    |
| 64                                     | Brodie Chapman (AUS)                   | 9e                                     |
| 65                                     | Eugénie Duval (FRA)                    | 61e                                    |
| 66                                     | Marie Le Net (FRA)                     | 79e                                    |

| Human Powered Health HPW | Human Powered Health HPW | Human Powered Health HPW |
| ------------------------ | ------------------------ | ------------------------ |
| Num                      | Coureuse                 | Pos                      |
| 71                       | Makayla MacPherson (USA) | AB                       |
| 72                       | Barbara Malcotti (ITA)   | AB                       |
| 73                       | Marit Raaijmakers (NED)  | 46e                      |
| 74                       | Kaia Schmid (USA)        | AB                       |
| 75                       | Eri Yonamine (JPN)       | 86e                      |
| 76                       | Lily Williams (USA)      | 82e                      |

| Liv Racing Xstra LIV | Liv Racing Xstra LIV      | Liv Racing Xstra LIV |
| -------------------- | ------------------------- | -------------------- |
| Num                  | Coureuse                  | Pos                  |
| 81                   | Valerie Demey (BEL)       | 54e                  |
| 82                   | Rachele Barbieri (ITA)    | 103e                 |
| 83                   | Marta Jaskulska (POL)     | 58e                  |
| 84                   | Silke Smulders (NED)      | 41e                  |
| 86                   | Amber van der Hulst (NED) | 101e                 |

| Roland Cogeas-Edelweiss Squad CGS | Roland Cogeas-Edelweiss Squad CGS | Roland Cogeas-Edelweiss Squad CGS |
| --------------------------------- | --------------------------------- | --------------------------------- |
| Num                               | Coureuse                          | Pos                               |
| 92                                | Hannah Buch (GER)                 | 89e                               |
| 93                                | Tamara Dronova (RUS)              | 60e                               |
| 94                                | Gulnaz Khatuntseva (RUS)          | AB                                |
| 95                                | Diana Klimova (RUS)               | AB                                |
| 96                                | Léa Stern (SUI)                   | AB                                |

| Team BikeExchange-Jayco BEX | Team BikeExchange-Jayco BEX | Team BikeExchange-Jayco BEX |
| --------------------------- | --------------------------- | --------------------------- |
| Num                         | Coureuse                    | Pos                         |
| 101                         | Amanda Spratt (AUS)         | 34e                         |
| 102                         | Alexandra Manly (AUS)       | 18e                         |
| 103                         | Georgia Baker (AUS)         | 48e                         |
| 104                         | Arianna Fidanza (ITA)       | 83e                         |
| 106                         | Ane Santesteban (ESP)       | AB                          |

| Team DSM DSM | Team DSM DSM                  | Team DSM DSM |
| ------------ | ----------------------------- | ------------ |
| Num          | Coureuse                      | Pos          |
| 111          | Lorena Wiebes (NED)           | AB           |
| 112          | Leah Kirchmann (CAN)          | 81e          |
| 113          | Charlotte Kool (NED)          | 87e          |
| 114          | Liane Lippert (GER)           | AB           |
| 115          | Floortje Mackaij (NED)        | 14e          |
| 116          | Pfeiffer Georgi (GBR) (route) | 38e          |

| UAE Team ADQ UAD | UAE Team ADQ UAD            | UAE Team ADQ UAD |
| ---------------- | --------------------------- | ---------------- |
| Num              | Coureuse                    | Pos              |
| 121              | Marta Bastianelli (ITA)     | 10e              |
| 122              | Sofia Bertizzolo (ITA)      | 16e              |
| 123              | Maaike Boogaard (NED)       | 19e              |
| 124              | Eugenia Bujak (SLO) (route) | 88e              |
| 125              | Alena Ivanchenko (RUS)      | AB               |
| 126              | Sophie Wright (GBR)         | AB               |

| Uno-X Pro Cycling Team UXT | Uno-X Pro Cycling Team UXT  | Uno-X Pro Cycling Team UXT |
| -------------------------- | --------------------------- | -------------------------- |
| Num                        | Coureuse                    | Pos                        |
| 131                        | Susanne Andersen (NOR)      | 35e                        |
| 132                        | Hannah Barnes (GBR)         | 72e                        |
| 133                        | Julie Norman Leth (DEN)     | 78e                        |
| 134                        | Amalie Lutro (NOR)          | 98e                        |
| 135                        | Anniina Ahtosalo (FIN)      | AB                         |
| 136                        | Mie Bjørndal Ottestad (NOR) | 55e                        |

| Ceratizit-WNT Pro Cycling WNT | Ceratizit-WNT Pro Cycling WNT   | Ceratizit-WNT Pro Cycling WNT |
| ----------------------------- | ------------------------------- | ----------------------------- |
| Num                           | Coureuse                        | Pos                           |
| 141                           | Lisa Brennauer (GER) (route)    | 26e                           |
| 142                           | Laura Asencio (FRA)             | AB                            |
| 143                           | Maria Giulia Confalonieri (ITA) | 24e                           |
| 144                           | Marta Lach (POL)                | 53e                           |
| 145                           | Lea Lin Teutenberg (GER)        | 97e                           |
| 146                           | Camilla Alessio (ITA)           | 45e                           |

| Parkhotel Valkenburg PHV | Parkhotel Valkenburg PHV  | Parkhotel Valkenburg PHV |
| ------------------------ | ------------------------- | ------------------------ |
| Num                      | Coureuse                  | Pos                      |
| 151                      | Mischa Bredewold (NED)    | 23e                      |
| 152                      | Anne Van Rooijen (NED)    | 77e                      |
| 153                      | Femke Gerritse (NED)      | 68e                      |
| 154                      | Femke Markus (NED)        | 39e                      |
| 155                      | Kirstie van Haaften (NED) | AB                       |
| 156                      | Sofie van Rooijen (NED)   | AB                       |

| Valcar-Travel & Service VAL | Valcar-Travel & Service VAL | Valcar-Travel & Service VAL |
| --------------------------- | --------------------------- | --------------------------- |
| Num                         | Coureuse                    | Pos                         |
| 161                         | Alice Maria Arzuffi (ITA)   | 63e                         |
| 162                         | Olivia Baril (CAN)          | 47e                         |
| 163                         | Chiara Consonni (ITA)       | 37e                         |
| 164                         | Eleonora Gasparrini (ITA)   | 42e                         |
| 165                         | Silvia Persico (ITA)        | 11e                         |
| 166                         | Ilaria Sanguineti (ITA)     | 52e                         |

| Bingoal-Chevalmeire-Van Eyck Sport BCV | Bingoal-Chevalmeire-Van Eyck Sport BCV | Bingoal-Chevalmeire-Van Eyck Sport BCV |
| -------------------------------------- | -------------------------------------- | -------------------------------------- |
| Num                                    | Coureuse                               | Pos                                    |
| 171                                    | Minke Bakker (NED)                     | AB                                     |
| 172                                    | Naomi de Roeck (BEL)                   | AB                                     |
| 173                                    | Danique Braam (NED)                    | 80e                                    |
| 174                                    | Lotte Claes (BEL)                      | 94e                                    |
| 175                                    | Lotte Popelier (BEL)                   | AB                                     |

| Le Col-Wahoo DRP | Le Col-Wahoo DRP              | Le Col-Wahoo DRP |
| ---------------- | ----------------------------- | ---------------- |
| Num              | Coureuse                      | Pos              |
| 181              | Elizabeth Holden (GBR)        | 21e              |
| 182              | Maria Martins (POR) (route)   | AB               |
| 183              | Alice Towers (GBR)            | 43e              |
| 184              | Marjolein van 't Geloof (NED) | 76e              |
| 185              | Maike van der Duin (NED)      | 36e              |
| 186              | Gladys Verhulst (FRA)         | AB               |

| Lotto Soudal Ladies LSL | Lotto Soudal Ladies LSL | Lotto Soudal Ladies LSL |
| ----------------------- | ----------------------- | ----------------------- |
| Num                     | Coureuse                | Pos                     |
| 191                     | Mieke Docx (BEL)        | 95e                     |
| 192                     | Mijntje Geurts (NED)    | 91e                     |
| 193                     | Eefje Brandt (BEL)      | AB                      |
| 194                     | Kristýna Burlová (CZE)  | AB                      |
| 195                     | Katrijn De Clercq (BEL) | AB                      |
| 196                     | Kylie Waterreus (NED)   | 90e                     |

| Massi Tactic MAT | Massi Tactic MAT             | Massi Tactic MAT |
| ---------------- | ---------------------------- | ---------------- |
| Num              | Coureuse                     | Pos              |
| 201              | Mireia Benito (ESP)          | AB               |
| 202              | Nathalie Eklund (SWE)        | 93e              |
| 203              | Špela Kern (SLO)             | 62e              |
| 204              | Corinna Lechner (GER)        | 96e              |
| 205              | Martina Moreno Monteys (ESP) | AB               |
| 206              | Mireia Trias (ESP)           | AB               |

| Multum Accountants MUL | Multum Accountants MUL   | Multum Accountants MUL |
| ---------------------- | ------------------------ | ---------------------- |
| Num                    | Coureuse                 | Pos                    |
| 211                    | Fien Delbaere (BEL)      | 92e                    |
| 212                    | Jessy Druyts (BEL)       | AB                     |
| 213                    | Céline van Houtum (NED)  | AB                     |
| 214                    | Marthe Goossens (BEL)    | 57e                    |
| 215                    | Mareille Meijering (NED) | 59e                    |
| 216                    | Elisa Serné (NED)        | AB                     |

| AG Insurance NXTG AGI | AG Insurance NXTG AGI | AG Insurance NXTG AGI |
| --------------------- | --------------------- | --------------------- |
| Num                   | Coureuse              | Pos                   |
| 221                   | Julia Borgström (SWE) | 40e                   |
| 222                   | Mylène de Zoete (NED) | 75e                   |
| 223                   | Gaia Masetti (ITA)    | AB                    |
| 224                   | Lone Meertens (BEL)   | 85e                   |
| 225                   | Ilse Pluimers (NED)   | 74e                   |
| 226                   | Maud Rijnbeek (NED)   | AB                    |

| Plantur-Pura PLP | Plantur-Pura PLP           | Plantur-Pura PLP |
| ---------------- | -------------------------- | ---------------- |
| Num              | Coureuse                   | Pos              |
| 231              | Kim de Baat (BEL)          | AB               |
| 232              | Julie De Wilde (BEL)       | 51e              |
| 233              | Sanne Cant (BEL)           | AB               |
| 234              | Yara Kastelijn (NED)       | 25e              |
| 235              | Inge van der Heijden (NED) | 69e              |
| 236              | Julie Van de Velde (BEL)   | 71e              |

| Movistar Team MOV | Movistar Team MOV          | Movistar Team MOV |
| ----------------- | -------------------------- | ----------------- |
| Num               | Coureuse                   | Pos               |
| 1                 | Annemiek van Vleuten (NED) | 2e                |
| 2                 | Aude Biannic (FRA)         | 30e               |
| 3                 | Emma Norsgaard (DEN)       | 13e               |
| 4                 | Alicia González (ESP)      | 99e               |
| 5                 | Barbara Guarischi (ITA)    | 100e              |
| 6                 | Arlenis Sierra (CUB)       | 4e                |

| Trek-Segafredo TFS | Trek-Segafredo TFS                 | Trek-Segafredo TFS |
| ------------------ | ---------------------------------- | ------------------ |
| Num                | Coureuse                           | Pos                |
| 11                 | Elisa Balsamo (ITA) (route)        | 28e                |
| 12                 | Lucinda Brand (NED)                | 50e                |
| 13                 | Lauretta Hanson (AUS)              | AB                 |
| 14                 | Elisa Longo Borghini (ITA) (route) | 33e                |
| 15                 | Leah Thomas (USA)                  | AB                 |
| 16                 | Ellen van Dijk (NED) (route)       | 31e                |

| SD Worx SDW | SD Worx SDW                       | SD Worx SDW |
| ----------- | --------------------------------- | ----------- |
| Num         | Coureuse                          | Pos         |
| 21          | Lotte Kopecky (BEL) (route)       | 1re         |
| 22          | Elena Cecchini (ITA)              | 49e         |
| 23          | Christine Majerus (LUX) (route)   | 15e         |
| 24          | Marlen Reusser (SUI) (route)      | 5e          |
| 25          | Chantal van den Broek-Blaak (NED) | 3e          |
| 26          | Demi Vollering (NED)              | 17e         |

| Team Jumbo-Visma TJV | Team Jumbo-Visma TJV   | Team Jumbo-Visma TJV |
| -------------------- | ---------------------- | -------------------- |
| Num                  | Coureuse               | Pos                  |
| 31                   | Marianne Vos (NED)     | 20e                  |
| 32                   | Anna Henderson (GBR)   | 29e                  |
| 33                   | Romy Kasper (GER)      | 65e                  |
| 34                   | Riejanne Markus (NED)  | 70e                  |
| 35                   | Coryn Labecki (USA)    | 73e                  |
| 36                   | Karlijn Swinkels (NED) | 104e                 |

| Canyon-SRAM Racing CSR | Canyon-SRAM Racing CSR     | Canyon-SRAM Racing CSR |
| ---------------------- | -------------------------- | ---------------------- |
| Num                    | Coureuse                   | Pos                    |
| 41                     | Katarzyna Niewiadoma (POL) | 8e                     |
| 42                     | Alena Amialiusik (BLR)     | 67e                    |
| 43                     | Elise Chabbey (SUI)        | 22e                    |
| 44                     | Tiffany Cromwell (AUS)     | 56e                    |
| 45                     | Sarah Roy (AUS)            | 12e                    |
| 46                     | Soraya Paladin (ITA)       | 32e                    |

| EF Education-TIBCO-SVB TIB | EF Education-TIBCO-SVB TIB | EF Education-TIBCO-SVB TIB |
| -------------------------- | -------------------------- | -------------------------- |
| Num                        | Coureuse                   | Pos                        |
| 51                         | Veronica Ewers (USA)       | 44e                        |
| 52                         | Letizia Borghesi (ITA)     | 64e                        |
| 53                         | Emma Langley (USA)         | 102e                       |
| 54                         | Clara Honsinger (USA)      | 84e                        |
| 55                         | Sara Poidevin (CAN)        | 66e                        |
| 56                         | Tanja Erath (GER)          | AB                         |

| FDJ-Nouvelle Aquitaine-Futuroscope FSF | FDJ-Nouvelle Aquitaine-Futuroscope FSF | FDJ-Nouvelle Aquitaine-Futuroscope FSF |
| -------------------------------------- | -------------------------------------- | -------------------------------------- |
| Num                                    | Coureuse                               | Pos                                    |
| 61                                     | Grace Brown (AUS)                      | 7e                                     |
| 62                                     | Cecilie Uttrup Ludwig (DEN)            | 6e                                     |
| 63                                     | Marta Cavalli (ITA)                    | 27e                                    |
| 64                                     | Brodie Chapman (AUS)                   | 9e                                     |
| 65                                     | Eugénie Duval (FRA)                    | 61e                                    |
| 66                                     | Marie Le Net (FRA)                     | 79e                                    |

| Human Powered Health HPW | Human Powered Health HPW | Human Powered Health HPW |
| ------------------------ | ------------------------ | ------------------------ |
| Num                      | Coureuse                 | Pos                      |
| 71                       | Makayla MacPherson (USA) | AB                       |
| 72                       | Barbara Malcotti (ITA)   | AB                       |
| 73                       | Marit Raaijmakers (NED)  | 46e                      |
| 74                       | Kaia Schmid (USA)        | AB                       |
| 75                       | Eri Yonamine (JPN)       | 86e                      |
| 76                       | Lily Williams (USA)      | 82e                      |

| Liv Racing Xstra LIV | Liv Racing Xstra LIV      | Liv Racing Xstra LIV |
| -------------------- | ------------------------- | -------------------- |
| Num                  | Coureuse                  | Pos                  |
| 81                   | Valerie Demey (BEL)       | 54e                  |
| 82                   | Rachele Barbieri (ITA)    | 103e                 |
| 83                   | Marta Jaskulska (POL)     | 58e                  |
| 84                   | Silke Smulders (NED)      | 41e                  |
| 86                   | Amber van der Hulst (NED) | 101e                 |

| Roland Cogeas-Edelweiss Squad CGS | Roland Cogeas-Edelweiss Squad CGS | Roland Cogeas-Edelweiss Squad CGS |
| --------------------------------- | --------------------------------- | --------------------------------- |
| Num                               | Coureuse                          | Pos                               |
| 92                                | Hannah Buch (GER)                 | 89e                               |
| 93                                | Tamara Dronova (RUS)              | 60e                               |
| 94                                | Gulnaz Khatuntseva (RUS)          | AB                                |
| 95                                | Diana Klimova (RUS)               | AB                                |
| 96                                | Léa Stern (SUI)                   | AB                                |

| Team BikeExchange-Jayco BEX | Team BikeExchange-Jayco BEX | Team BikeExchange-Jayco BEX |
| --------------------------- | --------------------------- | --------------------------- |
| Num                         | Coureuse                    | Pos                         |
| 101                         | Amanda Spratt (AUS)         | 34e                         |
| 102                         | Alexandra Manly (AUS)       | 18e                         |
| 103                         | Georgia Baker (AUS)         | 48e                         |
| 104                         | Arianna Fidanza (ITA)       | 83e                         |
| 106                         | Ane Santesteban (ESP)       | AB                          |

| Team DSM DSM | Team DSM DSM                  | Team DSM DSM |
| ------------ | ----------------------------- | ------------ |
| Num          | Coureuse                      | Pos          |
| 111          | Lorena Wiebes (NED)           | AB           |
| 112          | Leah Kirchmann (CAN)          | 81e          |
| 113          | Charlotte Kool (NED)          | 87e          |
| 114          | Liane Lippert (GER)           | AB           |
| 115          | Floortje Mackaij (NED)        | 14e          |
| 116          | Pfeiffer Georgi (GBR) (route) | 38e          |

| UAE Team ADQ UAD | UAE Team ADQ UAD            | UAE Team ADQ UAD |
| ---------------- | --------------------------- | ---------------- |
| Num              | Coureuse                    | Pos              |
| 121              | Marta Bastianelli (ITA)     | 10e              |
| 122              | Sofia Bertizzolo (ITA)      | 16e              |
| 123              | Maaike Boogaard (NED)       | 19e              |
| 124              | Eugenia Bujak (SLO) (route) | 88e              |
| 125              | Alena Ivanchenko (RUS)      | AB               |
| 126              | Sophie Wright (GBR)         | AB               |

| Uno-X Pro Cycling Team UXT | Uno-X Pro Cycling Team UXT  | Uno-X Pro Cycling Team UXT |
| -------------------------- | --------------------------- | -------------------------- |
| Num                        | Coureuse                    | Pos                        |
| 131                        | Susanne Andersen (NOR)      | 35e                        |
| 132                        | Hannah Barnes (GBR)         | 72e                        |
| 133                        | Julie Norman Leth (DEN)     | 78e                        |
| 134                        | Amalie Lutro (NOR)          | 98e                        |
| 135                        | Anniina Ahtosalo (FIN)      | AB                         |
| 136                        | Mie Bjørndal Ottestad (NOR) | 55e                        |

| Ceratizit-WNT Pro Cycling WNT | Ceratizit-WNT Pro Cycling WNT   | Ceratizit-WNT Pro Cycling WNT |
| ----------------------------- | ------------------------------- | ----------------------------- |
| Num                           | Coureuse                        | Pos                           |
| 141                           | Lisa Brennauer (GER) (route)    | 26e                           |
| 142                           | Laura Asencio (FRA)             | AB                            |
| 143                           | Maria Giulia Confalonieri (ITA) | 24e                           |
| 144                           | Marta Lach (POL)                | 53e                           |
| 145                           | Lea Lin Teutenberg (GER)        | 97e                           |
| 146                           | Camilla Alessio (ITA)           | 45e                           |

| Parkhotel Valkenburg PHV | Parkhotel Valkenburg PHV  | Parkhotel Valkenburg PHV |
| ------------------------ | ------------------------- | ------------------------ |
| Num                      | Coureuse                  | Pos                      |
| 151                      | Mischa Bredewold (NED)    | 23e                      |
| 152                      | Anne Van Rooijen (NED)    | 77e                      |
| 153                      | Femke Gerritse (NED)      | 68e                      |
| 154                      | Femke Markus (NED)        | 39e                      |
| 155                      | Kirstie van Haaften (NED) | AB                       |
| 156                      | Sofie van Rooijen (NED)   | AB                       |

| Valcar-Travel & Service VAL | Valcar-Travel & Service VAL | Valcar-Travel & Service VAL |
| --------------------------- | --------------------------- | --------------------------- |
| Num                         | Coureuse                    | Pos                         |
| 161                         | Alice Maria Arzuffi (ITA)   | 63e                         |
| 162                         | Olivia Baril (CAN)          | 47e                         |
| 163                         | Chiara Consonni (ITA)       | 37e                         |
| 164                         | Eleonora Gasparrini (ITA)   | 42e                         |
| 165                         | Silvia Persico (ITA)        | 11e                         |
| 166                         | Ilaria Sanguineti (ITA)     | 52e                         |

| Bingoal-Chevalmeire-Van Eyck Sport BCV | Bingoal-Chevalmeire-Van Eyck Sport BCV | Bingoal-Chevalmeire-Van Eyck Sport BCV |
| -------------------------------------- | -------------------------------------- | -------------------------------------- |
| Num                                    | Coureuse                               | Pos                                    |
| 171                                    | Minke Bakker (NED)                     | AB                                     |
| 172                                    | Naomi de Roeck (BEL)                   | AB                                     |
| 173                                    | Danique Braam (NED)                    | 80e                                    |
| 174                                    | Lotte Claes (BEL)                      | 94e                                    |
| 175                                    | Lotte Popelier (BEL)                   | AB                                     |

| Le Col-Wahoo DRP | Le Col-Wahoo DRP              | Le Col-Wahoo DRP |
| ---------------- | ----------------------------- | ---------------- |
| Num              | Coureuse                      | Pos              |
| 181              | Elizabeth Holden (GBR)        | 21e              |
| 182              | Maria Martins (POR) (route)   | AB               |
| 183              | Alice Towers (GBR)            | 43e              |
| 184              | Marjolein van 't Geloof (NED) | 76e              |
| 185              | Maike van der Duin (NED)      | 36e              |
| 186              | Gladys Verhulst (FRA)         | AB               |

| Lotto Soudal Ladies LSL | Lotto Soudal Ladies LSL | Lotto Soudal Ladies LSL |
| ----------------------- | ----------------------- | ----------------------- |
| Num                     | Coureuse                | Pos                     |
| 191                     | Mieke Docx (BEL)        | 95e                     |
| 192                     | Mijntje Geurts (NED)    | 91e                     |
| 193                     | Eefje Brandt (BEL)      | AB                      |
| 194                     | Kristýna Burlová (CZE)  | AB                      |
| 195                     | Katrijn De Clercq (BEL) | AB                      |
| 196                     | Kylie Waterreus (NED)   | 90e                     |

| Massi Tactic MAT | Massi Tactic MAT             | Massi Tactic MAT |
| ---------------- | ---------------------------- | ---------------- |
| Num              | Coureuse                     | Pos              |
| 201              | Mireia Benito (ESP)          | AB               |
| 202              | Nathalie Eklund (SWE)        | 93e              |
| 203              | Špela Kern (SLO)             | 62e              |
| 204              | Corinna Lechner (GER)        | 96e              |
| 205              | Martina Moreno Monteys (ESP) | AB               |
| 206              | Mireia Trias (ESP)           | AB               |

| Multum Accountants MUL | Multum Accountants MUL   | Multum Accountants MUL |
| ---------------------- | ------------------------ | ---------------------- |
| Num                    | Coureuse                 | Pos                    |
| 211                    | Fien Delbaere (BEL)      | 92e                    |
| 212                    | Jessy Druyts (BEL)       | AB                     |
| 213                    | Céline van Houtum (NED)  | AB                     |
| 214                    | Marthe Goossens (BEL)    | 57e                    |
| 215                    | Mareille Meijering (NED) | 59e                    |
| 216                    | Elisa Serné (NED)        | AB                     |

| AG Insurance NXTG AGI | AG Insurance NXTG AGI | AG Insurance NXTG AGI |
| --------------------- | --------------------- | --------------------- |
| Num                   | Coureuse              | Pos                   |
| 221                   | Julia Borgström (SWE) | 40e                   |
| 222                   | Mylène de Zoete (NED) | 75e                   |
| 223                   | Gaia Masetti (ITA)    | AB                    |
| 224                   | Lone Meertens (BEL)   | 85e                   |
| 225                   | Ilse Pluimers (NED)   | 74e                   |
| 226                   | Maud Rijnbeek (NED)   | AB                    |

| Plantur-Pura PLP | Plantur-Pura PLP           | Plantur-Pura PLP |
| ---------------- | -------------------------- | ---------------- |
| Num              | Coureuse                   | Pos              |
| 231              | Kim de Baat (BEL)          | AB               |
| 232              | Julie De Wilde (BEL)       | 51e              |
| 233              | Sanne Cant (BEL)           | AB               |
| 234              | Yara Kastelijn (NED)       | 25e              |
| 235              | Inge van der Heijden (NED) | 69e              |
| 236              | Julie Van de Velde (BEL)   | 71e              |

## Organisation

### Prix
Les prix de la course sont alignés sur ceux des hommes.